# Бјерн Улвеус
Бјерн Кристијан Улвеус (швед. Björn Kristian Ulvaeus; Гетеборг, 25. април 1945) је шведски музичар, певач, гитариста, текстописац и продуцент. Најпознатији је као члан групе ABBA и по сарадњи са Бенијем Андерсоном. Живи у Јурсхолму.